# Wyszemir
Wyszemir – staropolskie imię męskie, złożone z dwóch członów: Wysze- („wyższy, ceniony ponad wszystko, stawiany ponad innymi”) i -mir („pokój”). Może więc oznaczać „ten, który ceni pokój ponad wszystko”.
W XXI wieku jest to imię rzadkie. W styczniu 2024 w rejestrze PESEL, wśród publicznie dostępnych danych dotyczących osób żyjących, wykazano 2 mężczyzn o imieniu Wyszemir nadanym jako imię pierwsze.
Wyszemir imieniny obchodzi 12 czerwca.